# 야마모토 렌 (1999년)
야마모토 렌(일본어: 山本 廉, 1999년 5월 8일~)는 일본의 축구 선수이다.

## 구단 경력
그는 2018년 도치기 SC에 입단했다. 2018년부터 2019년까지 일본 지역 리그의 블랑듀 히로사키와 아르테리보 와카야마에서 뛰었다. 2020년 도치기 SC로 복귀했다. 2023년까지 71경기에 출전하여, 3득점을 넣었다. 2023년후 현역 은퇴.